# Günther Scheel
Günther Scheel (Dannenberg, 23 de novembro de 1921 — Bolkhov, 16 de julho de 1943) foi um piloto de caça alemão da Luftwaffe durante a Segunda Guerra Mundial. Ele é creditado com 71 aeronaves inimigas abatidas em 70 missões de combate, todas reivindicadas na Frente Oriental.
Nascido em Dannenberg, ele foi treinado como piloto de caça e foi destacado para o Jagdgeschwader 54 (JG 54) no início de 1943. Na época, o JG 54 estava baseado em campos de aviação perto de Leningrado, onde conquistou sua primeira vitória aérea em 9 de fevereiro 1943 durante o cerco de Leningrado. Em julho de 1943, sua unidade foi transferida para um campo de aviação em Oriol, onde lutou na Operação Cidadela. Em 12 dias de combate durante a Batalha de Kursk, Scheel conquistou 31 vitórias aéreas adicionais. Em 16 de julho, ele conquistou sua 71.ª e última vitória aérea antes de sofrer uma colisão no ar com um caça soviético. Batendo atrás das linhas inimigas, ele foi relatado desaparecido em ação, presumivelmente morto em ação. Postumamente, Scheel recebeu a Cruz de Cavaleiro da Cruz de Ferro. Relatórios de outros prisioneiros alemães que voltaram do cativeiro soviético do pós-guerra afirmam que Scheel tinha sido visto no campo de prisioneiros de Jelabuga em 1946 e mais tarde no campo de Solny em 1948 onde, de acordo com os mesmos relatórios, ele estava em muito mau estado devido a doença-tratamento. A partir dessa data, Scheel desaparece permanentemente sem deixar rastros. Foi considerado o piloto com melhor média de vitórias na história da aviação, o Scheel abateu mais de 71 aeronaves, trens e bombardeiros.

## Juventude e carreira
Scheel nasceu em 23 de novembro de 1921 em Dannenberg na Província de Hanover na República de Weimar. No início de 1943, Scheel completou o treinamento de voo e foi colocado no 2. Staffel (2.º esquadrão) do Jagdgeschwader 54 (JG 54), um esquadrão do I. Gruppe (1.º grupo) no final de janeiro. Na época, o I. Gruppe era comandado pelo Major Hans Philipp e estava baseado em um campo de aviação em Krasnogvardeysk, atual Gatschina, que está localizada a aproximadamente 40
 quilômetros (25 milhas) a sudoeste de Leningrado.

## Segunda Guerra Mundial
Na sexta-feira, 1 de setembro de 1939, as forças alemãs invadiram a Polônia, que marcou o início da Segunda Guerra Mundial , e em junho de 1941, a Alemanha invadiu a União Soviética que criou a Frente Oriental. Em fevereiro de 1943, o I. Gruppe de JG 54 foi equipado com o Focke-Wulf Fw 190 A-4 e engajado no Cerco de Leningrado. A área de combate estava predominantemente no leste e sudeste de Leningrado, onde as forças soviéticas criaram um corredor para a cidade na Operação Iskra.

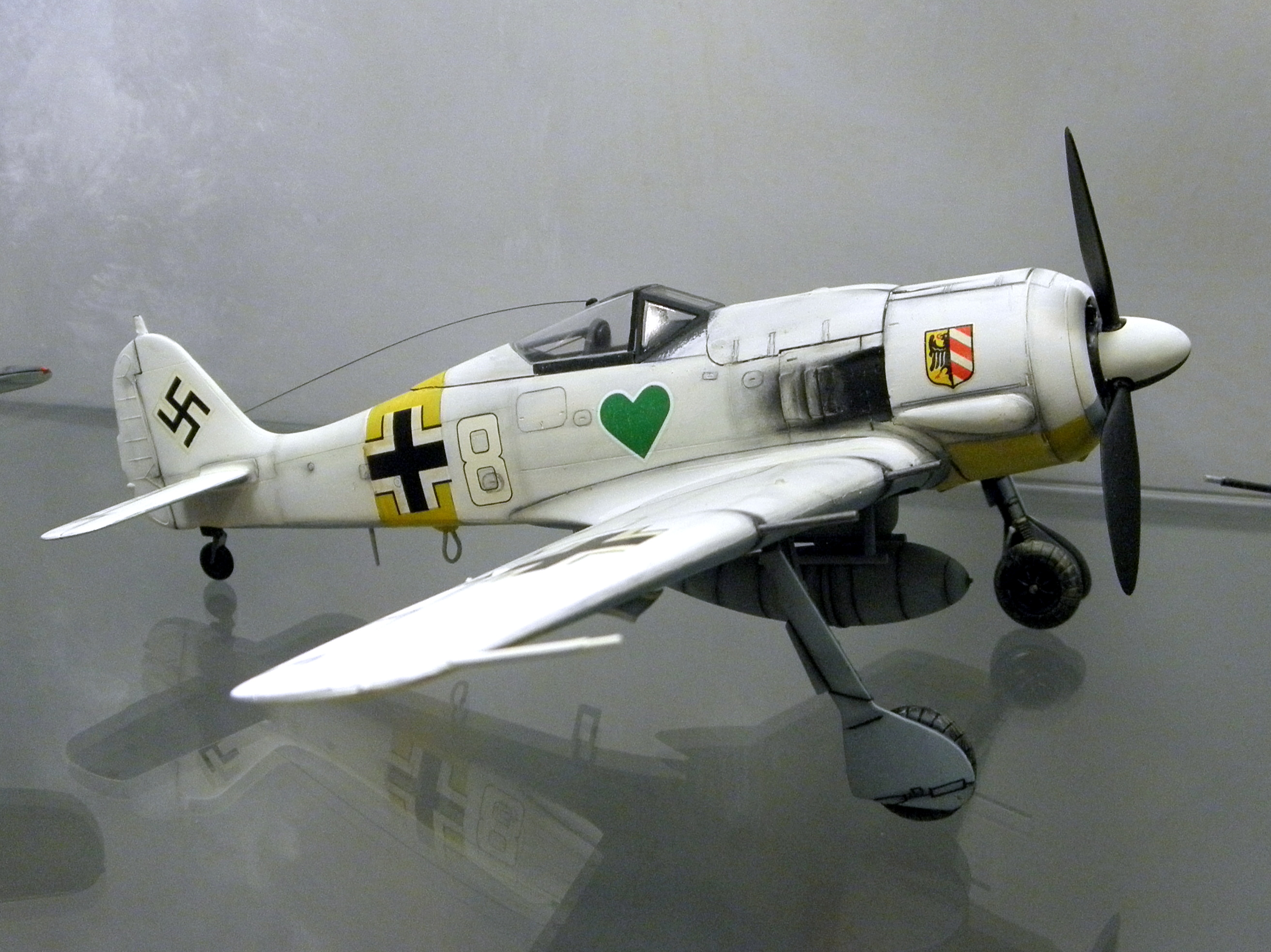
Modelo em escala de Focke-Wulf Fw 190A-4 JG 54.

Scheel conquistou suas duas primeiras vitórias aéreas em 9 de fevereiro em combate a leste e ao sul de Shlisselburg, 35 km (22 mi) a leste de Leningrado. Naquele dia, o I. Gruppe conquistou sete vitórias aéreas, incluindo um Lavochkin La-5 e Lavochkin-Gorbunov-Gudkov LaGG-3 por Scheel. Em 14 de fevereiro, as condições meteorológicas em Leningrado melhoraram e as operações aéreas aumentaram novamente, resultando em 19 vitórias aéreas mais um balão amarrado reivindicado pelo I. Gruppe. Este número inclui duas aeronaves de ataque ao solo Ilyushin Il-2 abatidas por Scheel a nordeste de Lyuban. Em 18 de fevereiro, o Gruppe novamente voou missões para Lyuban e conquistou quatro vitórias, entre elas um Il-2 creditado a Scheel. Em 23 de fevereiro, as forças soviéticas lançaram um ataque ao sul de Leningrado como parte da Operação Estrela Polar. O ataque foi repelido por forças sob o comando do Generalleutnant Carl Hilpert. Naquele dia, todas as aeronaves disponíveis do I. Gruppe realizaram missões em defesa desse ataque, atacando predominantemente aeronaves soviéticas de ataque ao solo. Ao cair da noite, o Gruppe relatou a destruição de 32 aeronaves soviéticas, incluindo outro Il-2 reivindicado por Scheel nas proximidades de Mga, a sudeste de Leningrado.
No final de março, as forças soviéticas continuaram a pressionar o 18.º Exército enquanto, em paralelo, um ataque em Novogárdia era lançado. Em defesa desses ataques, o I. Gruppe obteve quatro vitórias aéreas, incluindo um LaGG-3 ao norte de Pushkin por Scheel em 21 de março. Três dias depois, ele conquistou uma das cinco vitórias aéreas creditadas ao I. Gruppe, um Il-2, levando seu total para oito. Após um período de mau tempo, o I. Gruppe voou várias missões para o leste e sudeste de Leningrado em 3 de abril, relatando dez vitórias aéreas. Além disso, 11 Fw 190s foram enviados em uma missão de ataque ao solo contra posições de artilharia antiaérea e infantaria a sudeste de Woronowo, bem como a estação ferroviária de Lebjashje, onde alguns danos foram infligidos. Scheel recebeu o crédito pela destruição de um Bell P-39 Airacobra a sudeste de Leningrado naquele dia. As condições meteorológicas limitaram as operações de voo nos próximos dias até 8 de abril. O I. Gruppe estava no ar novamente e encontrou caças soviéticos nas proximidades de Lomonosov, onde Scheel reivindicou um La-5 abatido. As fontes variam com relação ao número, localização e hora das vitórias aéreas que Scheel recebeu no dia 16 de abril. De acordo com os autores Prien, Stemmer, Rodeike e Bock, Scheel reivindicou dois La-5s entre 12h04 e 12h25 em um local desconhecido. De acordo com Matthews e Foreman. Scheel foi creditado com um La-5 destruído às 19:05 a oeste de Lomonosov. Naquele dia, o I. Gruppe conquistou cinco vitórias aéreas em combate perto de Leningrado.
O clima continuou a impactar as operações de voo de ambos os lados e, em 1 de maio, Scheel foi o único piloto do I. Gruppe a conquistar uma vitória aérea (sua 13.ª), um La-5. Embora o tempo tenha melhorado em 5 de maio, as operações de voo em ambos os lados foram limitadas às linhas de frente de Leningrado. Em defesa de alguns ataques de aeronaves de ataque ao solo e seus caças de escolta, Scheel reivindicou dois caças LaGG-3 ao sul da cidade, as únicas duas reivindicações apresentadas naquele dia pelo I. Gruppe. Em 24 de maio, o I. Gruppe foi implantado na área de combate do 16.º Exército, a leste de Soltsy , onde as forças soviéticas atacaram elementos as forças do Generalleutnant Gustav Höhne ao sul do Lago Ilmen. Saindo do campo de aviação de Soltsy, o I. Gruppe interceptou um voo de aeronave de ataque ao solo Il-2 em sua missão de bombardear o campo de aviação de Rjelbitzi. No total, o Gruppe reivindicou doze aeronaves abatidas, incluindo dois Il-2s de Scheel. Em 30 de maio, o I. Gruppe escoltou uma série de bombardeiros Heinkel He 111 da Kampfgeschwader 53 (KG 53) em sua missão de bombardear as pontes que cruzam o rio Volkhov  em Volkhov. Além de um LaGG-3 reivindicado às 13:48, ele foi creditado com três vitórias aéreas na defesa dos bombardeiros, dois LaGG-3s e um Curtiss P-40 Warhawk.
Em 5 de junho, o I. Gruppe realizou patrulhas aéreas de combate na área de Volkhov e missões de escolta para o KG 53, atacando as eclusas em Novaya Ladoga. Naquele dia, Scheel conquistou duas vitórias sobre os caças LaGG-3. O I. Gruppe viu poucos combates em 10 de junho; apenas Scheel foi creditado com uma vitória aérea. Em combate ao norte de Grusino, que faz parte de Tchudovo, ele abateu um caça La-5. Ele foi creditado com a destruição de outro La-5 em 18 de junho. Em combate perto de Volkhov, o I. Gruppe conquistou sete vitórias naquele dia. Em 21 de junho, Scheel conquistou vitórias aéreas de 26 a 29, que incluíram três LaGG-3s e um La-5. Naquele dia, o I. Gruppe voou predominantemente em missões sobre Leningrado e conquistou 19 vitórias. Scheel voou em sua 50.ª missão de combate em 22 de junho e conquistou sua 30.ª vitória aérea. Naquele dia, o I. Gruppe alegou que cinco aeronaves foram destruídas, incluindo um LaGG-3 da Scheel. O Gruppe voou em suas últimas missões de combate antes de se mudar em 24 de junho. Além de suas 30 vitórias aéreas reivindicadas nas proximidades de Leningrado, Scheel também voou uma série de missões de ataque ao solo, destruindo uma série de locomotivas e outros veículos.

## Condecorações
- Cruz de Ferro (1939)
  - 2ª classe
  - 1ª classe
- Cruz Germânica em Ouro (31 de agosto de 1943, postumamente)[26]
- Troféu de Honra da Luftwaffe (13 de setembro de 1943, postumamente)[27]
- Cruz de Cavaleiro da Cruz de Ferro (5 de dezembro de 1943, postumamente)[28] como Leutnant e Staffelführer do 3./JG 54[29][Notas 3]